# 小橋咲
小橋 咲（こばし えみ、1991年10月24日 - ）は、日本の元AV女優。
身長:152cm。スリーサイズ:B88(E)・W58・H85cm。血液型:O型。趣味:犬遊び。

## 略歴・人物
愛知県出身。2012年、ビデオメーカー・プレステージの専属女優としてAVデビュー。ティーパワーズ所属。
2013年9月30日の公式ブログで、翌10月6日の個人撮影会をもって引退することを発表した。

## 出演作品

### アダルトDVD
2012年
- 続・素人娘、お貸しします。VOL.41（2月21日、プレステージ）
- 一泊二日、美少女完全予約制。 〜小橋咲の場合〜（3月22日、プレステージ）
- 従順ペット候補生 #020（4月12日、プレステージ）
- プレステージ専属女優、全国各地に出没します。（5月2日、プレステージ）共演:加藤リナ、長谷川ゆな、水谷心音、有紀かな、朱音ゆい、藤澤美羽、白石夏美
- やりたい放題 24（5月11日、プレステージ）
- 奴隷ソープ嬢（6月12日、プレステージ）
- 抜かずの14発中出し（10月26日、EROTICA）
- 憑依変身ヒロイン　フロンティア（11月9日、GIGA）共演:藤北彩香
- 獣たちの性奴隷 3（12月7日、アタッカーズ）共演:沖ひとみ、和希レナ

2013年
- 完全催眠凌辱 小橋咲、堕ちるまで…（1月7日、アタッカーズ）
- 目の前でビクビクと脈打つ勃起チンポに我慢できなくなっちゃったエステのお姉さんは僕に跨り騎乗位でメチャクチャ腰を振ってくる!!（1月18日、OFFICE K'S）他出演:日高玲奈、木崎実花、南梨央奈
- 巨尻ピストンディルドオナニー（2月1日、OFFICE K'S）他出演:Maika、折原ゆうな、木崎実花、波多野結衣
- 美畜同好会 輪姦標的 淫らに犯され堕ちてゆく…（2月7日、アタッカーズ）
- チャージマーメイドVS銀河特捜アリー（2月22日、GIGA）共演:大堀香奈
- 週末アイドルDebut!? アイドルだって生チ○ポが大好きです! ももいろのオマ○コにたっぷり真性中出し!!（4月11日、SODクリエイト）
- 女怪盗ホワイトキャット ドMペット調教計画（4月12日、GIGA）共演:早瀬ありす
- 美少女即ハメ白書 11（4月19日、ソクハメラボ）他出演:水野朝陽、みずき杏、小日向ゆうこ
- ワンダーマリア 討伐編/洗脳編/凌辱編）（4月26日、GIGA）
- Under One Roof Room.101 暖かな部屋で過ごす、何気ない日常（5月9日、SILK LABO）
- ヒロインピンチS（5月10日、GIGA）共演:木崎実花、河純ひなみ、長澤アイミ
- キミだけに語りかけ! ロリっ娘20人! オマ●コぴちゃぴちゃ指入れ自画撮りオナニー 4時間DX vol.06（5月17日、ロリオナ）他出演:成宮ルリ、夏目優希、吉見りいな、一ノ瀬アメリ、綾瀬ルナ、穂積ゆうり、紡木かよ、相沢恋、河西ちなみ、安達柚奈、有村まゆか、佐月麻央、吉川いと、藤美るか、荻原くるみ、大桃りさ、中川アンナ、長谷川ゆり、小倉さとみ